# XIII. Antiokhosz szeleukida uralkodó
XIII. Antiokhosz Asziatikosz (Aντιóχoς Άσιατικός, ? – Kr. e. 64) ókori hellenisztikus király, a Szeleukida Birodalom uralkodója (Kr. e. 69–től haláláig), X. Antiokhosz Euszebész és Kleopatra Szeléné egyiptomi hercegnő gyermeke volt. Érméin a Dionüszosz, Philopatór és Kallinikosz mellékneveket használta.
Édesapját unokafivérei, I. Philipposz Philadelphosz és III. Démétriosz Eukairosz fosztották meg a tróntól a Pártus Birodalom segítségével, de az általuk folytatott, évtizedek óta zajló polgárháborúba belefáradt szíriai alattvalók Kr. e. 83-ban behívták Armenia Magna királyát, II. Tigranészt, aki meghódította a tartományt. X. Antiokhosz özvegye, Kleopatra ekkor Rómába menekült, hogy elismertesse két fiának jogát a trónra. Kr. e. 80-ban XI. Ptolemaiosz Alexandrosz halálával Kleopatra maradt az egyetlen törvényes származású Ptolemaida, és meg is próbálta szerezni fiai számára az alexandriai trónt, ám hiába: a lakosság XII. Ptolemaiosz Aulétészt választotta. Kleopatrát végül Tigranész fogta el Kr. e. 69-ben Ptolemaisz városában, majd kivégeztette.
Antiokhosz valamikor Verres kormányzósága alatt (Kr. e. 73-71) Szicília érintésével indult hazafelé, csatlakozva Lucius Licinius Lucullus római hadvezérhez, aki sikeres háborút vívott VI. Mithridatész Eupatór pontoszi király és szövetségese, Tigranész ellen. Ez utóbbi legyőzését követően Lucullus Antiokhosznak adta át Szíriát. XIII. Antiokhosz uralkodása azonban nem volt tartós: Lucullust politikai intrikák következtében rövidesen visszahívták, hadjáratának befejezése pedig riválisára, Cnaeus Pompeius Magnusra maradt. Pompeius a Kr. e. 65 körül fellépett ellenkirályt, II. Philipposz Philorómeoszt támogatta, így Antiokhoszt letette a trónról, és Sampsiceramus arab törzsfőnökkel kivégeztette Kr. e. 64-ben.